# Joseph-Alexandre Berthier
Pour les autres membres de la famille, voir famille Berthier.
Pour les articles homonymes, voir Berthier.
Joseph-Alexandre Berthier vicomte Berthier (1821), né le 5 mars 1792 à Paris et mort le 23 janvier 1849 à Paris) est un officier général français. Il est le plus jeune frère  du maréchal Berthier.

## Carrière militaire
Joseph-Alexandre Berthier entra à l'école militaire en 1809 et en sortit, en février 1812, sous-lieutenant au  16e Régiment de Chasseurs à Cheval. Lieutenant, le 9 août 1812 et chevalier de la Légion d'honneur après avoir été blessé deux fois grièvement, il combattit à la bataille de la Moskowa en qualité d'officier d'ordonnance du roi de Naples, et reçut une commission d'aide de camp auprès du général Bruyère et un ordre pour se rendre auprès du général Rapp, gouverneur de Dantzig. Cette dernière mission était d'autant plus difficile qu'il lui fallut parcourir seul une vaste étendue de pays ennemi, en pleine révolte contre les Français. De là, il alla à Altona, par Hambourg, porter des dépêches pour le général Carra Saint-Cyr.
M. Berthier, de retour à son corps d'armée, participa aux batailles de Lützen, de Bautzen et de Gorlitz, où il se fit remarquer par sa vaillante conduite. Il eut un cheval tué sous lui, pendant que son général avait les deux jambes emportées. Nommé capitaine dans un régiment de hussards, en mai 1813, il fut attaché à son frère, le prince major général, en qualité d'aide-de-camp, et nommé chef d'escadron par l'Empereur, en 1814, pour sa belle conduite à Montereau.
Le 1er juin de la même année, M. Berthier fut nommé sous-lieutenant, avec grade de major, dans la garde du corps du roi, compagnie de Wagram, puis officier de la Légion d'honneur, puis Lieutenant, au grade de colonel, dans la compagnie de Noailles.
En 1823, il commanda un escadron de guerre des gardes, en Espagne ; il fut fait dans cette campagne chevalier de Saint-Louis et de l'ordre de Charles III. Le 11 août 1830, on le nomma maréchal de camp, commanda la 1re brigade de la 3e division lors de la Conquête de l'Algérie puis il fut mis en disponibilité.
En 1836, il rentra en activité et commanda dans les Pyrénées-Orientales et en Corse, puis dans les départements de la Meuse et de Vaucluse; il fut fait commandeur de la Légion d'honneur, le 21 mai 1843.
Commandant à Marseille en l'absence du général d'Hautpoul, au moment de la Révolution française de 1848, il y tint une conduite ferme et conciliante, qui lui valut les félicitations et les remerciements de tout le conseil municipal. Obligé de quitter son commandement, il s'était retiré à Paris, attendant que le pays réclamât de nouveau ses services, lorsqu'il mourut presque subitement, le 23 janvier 1849, à peine âgé de 57 ans.

## Distinctions
- Commandeur de la Légion d'honneur (1843)

### Famille
Il est le plus jeune des fils de Jean-Baptiste Berthier (1721-1804), ingénieur-géographe de l'armée, anobli en 1763 par lettres patentes. Issu d'un second mariage en 1791 avec Élisabeth Chevron, il a pour demi-frères le Maréchal d'Empire Louis-Alexandre Berthier et les généraux de division César Berthier et Victor Léopold Berthier.
Il épouse en 1825 sa nièce Thérèse Léopoldine Berthier (1806-1882), fille de son demi-frère Victor Léopold Berthier dont :
- Alexandre Léopold 2e vicomte Berthier (1827-1891), général de brigade. Marié à trois reprises : en 1857 avec Marie Victorine Clary. Veuf et sans postérité, il se remarie en 1862 avec Alice Bergès dont deux filles :
  - Marie Alice Berthier (1864), mariée à Jacques Rigaud ;
  - Marie Marguerite Justine Berthier (1866-1916), mariée à Jacques Louis Charles de Malleville ;
- De nouveau veuf, Alexandre Léopold épouse en 1871 Marguerite Bergès (sœur de sa deuxième épouse), dont deux fils et trois filles :
  - Léopold Louis Adolphe vicomte Berthier (1873-1949), marié en 1899 à Yvonne Josèphe Anne Feuilhade de Chauvin ;
  - Joseph Adolphe Berthier (1877) ;
  - Marie Marthe Berthier (1874) ;
  - Marie Geneviève Germaine Berthier (1876), mariée en 1897 à Roger Montet ;
  - Yvonne Marie Geneviève Berthier (1880).

## Décorations
- Chevalier de la Légion d'honneur en 1812 ;
- Officier de l'ordre royal de la Légion d'honneur à la première Restauration ;
- Commandeur de  la Légion d'honneur le 21 mai 1843 ;
- Chevalier de l’ordre royal et militaire de Saint-Louis en 1823 ;
- Chevalier des ordres royaux (espagnols) de Saint-Ferdinand et de Charles III.

## Titres
- Vicomte héréditaire par lettres patentes du 29 novembre 1821.

## Armes
D'azur, au dextrochère d'argent, tenant une épée du même, garnie d'or